# 平海路 (杭州市)
平海路，位于中国浙江省杭州市上城区境内，东起中河路、清吟街路口，穿越南北向的中山路、岳王路、浣纱路、板桥路、吴山路、延安路、东坡路，直到西湖边的湖滨路步行街，全长950米，路宽26米，为沥青路面。

## 名称和道路变迁
平海路因其穿过清代杭州满城平海门而得名。南宋时，此段路面分别为戒民坊、睦亲坊、定民坊。至清代，旗营内则为平海门大街。民国时期拆毁满城开辟新市场，因此改名平海街。后来西湖东岸修筑湖滨公园，公园立有辛亥革命烈士陈其美（字英士）的雕像，因此改名为英士街。1949年5月3日杭州解放后，同年10月原先的陈其美雕像被拆除，复名平海街。1966年文革期间改名工人路，直到1981年更名为平海路。1994年道路向东延伸，拆除中河路与中山路之间的一些屋舍，最终于次年与中河路交汇。

## 周边建筑
平海路在中山路以东的东段道路在宋代时为戒民坊的坊棚桥巷，为杭州府城内行刑的法场所在地。巷子里还有一座土丘，名为狗儿山，在清代八旗子弟喜欢来自了遛鸟，但在1949年以后被夷平建立了菜场。平海路与岳王路交叉路口附近为南宋宗学（皇家子弟学习之地），交叉口东南角原来有一萧相国祠，在修筑中山大厦的时候被拆除。平海路与浣纱路路口西南角为清代正黄旗驻防处，旧名为八字桥，浣纱河在此分叉，清湖桥和洗麸桥分跨两河，形若八字。八字桥附近为开元宫故址，明代成化七年（1471年）改为三学射圃，后嘉靖三十三年（1554年）改为校士馆。清初馆址被圈入满城范围，因此馆遂于顺治十四年（1657年）迁至别处。民国初，经亨颐在八字桥西建立浙江省教育会所，1949年后为杭州市总工会征用并拆除为大楼，至1990年代杭州市第一人民医院征用大楼，杭州市总工会迁移至路南新建大楼。平海路西端的西湖电影院原为大世界游艺场的简易电影院，原先播放默片，后来改建为西湖大戏院，1949年以后改为西湖电影院。